# Embrioni nucellari
Gli embrioni nucellari sono embrioni che si formano nei semi di alcune angiosperme, tra cui, fondamentalmente agrumi (ad eccezione delle clementine e di alcuni pompelmi) e mango. Negli agrumi interessati i semi, oltre l'embrione derivante da un regolare processo fecondativo, contengono diversi embrioni nucellari, che, appunto, derivano dalla nucella per un processo noto come apogamia. Pertanto, i semi predetti sono anche detti poliembrionici. Gli embrioni nucellari sono, pertanto, geneticamente identici alla pianta madre, poiché, come si è detto, derivano da cellule somatiche. Il fenomeno, negli anni sessanta, è stato sfruttato dai ricercatori per selezionare varietà non infettate da virus, dal momento che questi difficilmente si trasmettono col seme, mentre facilmente si trasmettono per via agamica (talea, innesto, margotta)